# Correggio Hockey 2019-2020
Questa voce raccoglie le informazioni riguardanti il Correggio Hockey nelle competizioni ufficiali della stagione 2019-2020.

## Maglie e sponsor
Lo sponsor ufficiale per la stagione 2019-2020 è la BDL Stampi.
| 1ª divisa | 2ª divisa |

## Organico

### Giocatori
Dati tratti dal sito internet ufficiale della Federazione Italiana Sport Rotellistici.
| N° | Naz.              | Ruolo    | Sportivo          |  |  |  |
| -- | ----------------- | -------- | ----------------- |  |  |  |
| 1  | Italia (bandiera) | Portiere | Fabio Casari      |  |  |  |
| 5  | Italia (bandiera) | Esterno  | Enrico Zucchiatti |  |  |  |
| 7  | Italia (bandiera) | Esterno  | Franco Ceschin    |  |  |  |
| 10 | Spagna (bandiera) | Portiere | Cesc Campor       |  |  |  |
| 17 | Italia (bandiera) | Esterno  | Nicolas Barbieri  |  |  |  |
| 59 | Italia (bandiera) | Esterno  | Franco Posito     |  |  |  |
| 76 | Italia (bandiera) | Esterno  | Gabriele Gavioli  |  |  |  |
| 85 | Italia (bandiera) | Esterno  | Mirko Bertolucci  |  |  |  |
| 96 | Italia (bandiera) | Esterno  | Giorgio Maniero   |  |  |  |
| 99 | Italia (bandiera) | Esterno  | Peter Heimi       |  |  |  |

### Staff tecnico
- Allenatore:  Pablo Jara
- Allenatore in seconda:  Toto Bastias
- Preparatore atletico:
- Meccanico:  Lorenzo Sala